# Bocanje
Bocanje, auch bockanje, badanje, sicanje (kroatisch für „stechen“) oder šaranje („färben“), sind Bezeichnungen für die traditionellen Tätowierungen die bei den römisch-katholischen Kroaten in Bosnien und Herzegowina bis etwa Mitte des 20. Jahrhunderts vor allem in Zentralbosnien weit verbreitet waren und seltener auch in der Herzegowina vorkamen. In geringerem Maße gab es diese Tätowierungen auch bei den Kroaten im Turopolje und in Dalmatien.
Insbesondere Frauen, aber auch Männer ließen sich an christlichen Feiertagen an sichtbaren Stellen wie den Fingern, Händen, Unter- und Oberarmen, der Brust oder seltener auch auf der Stirn tätowieren. Die Motive wurden mit einfachen Nadeln gestochen. Die Tätowierfarbe bestand aus einer Mischung aus Holzkohle, Ruß, Honig und der Muttermilch von Frauen, die einen Sohn geboren hatten.

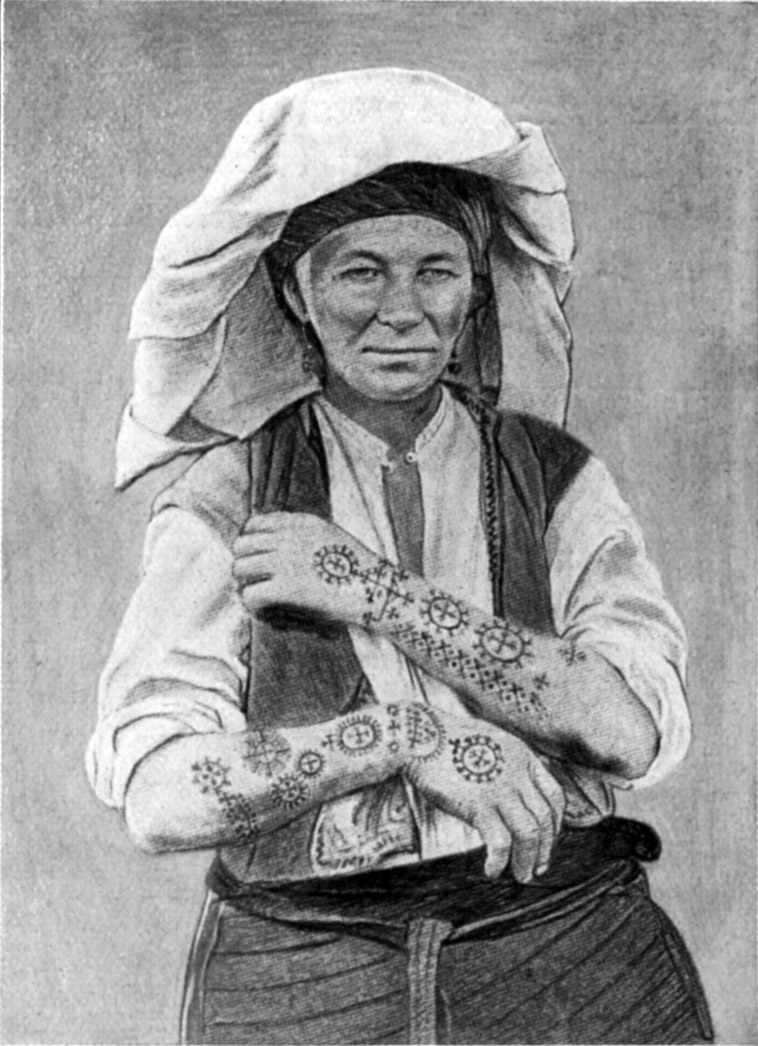
Kroatin aus dem Lašvatal in Zentralbosnien in Tracht und mit typischen Tätowierungen (1896)

## Historischer Hintergrund
Die Praxis des Bocanje (auch bockanje, badanje, sicanje oder šaranje) hatte in bestimmten Teilen der katholischen Bevölkerung des westlichen Balkans nicht nur rituelle oder ästhetische Gründe, sondern diente auch als sichtbares Zeichen religiöser Identität und kultureller Zugehörigkeit. Insbesondere nach den Türkenkriegen und während der osmanischen Herrschaft wurde das Tätowieren christlicher Symbole – vor allem Kreuzzeichen und Marienmotive – als Mittel der Abgrenzung gegenüber der islamischen Besatzungsmacht verstanden.
Diese Tätowierungen wurden vor allem bei jungen Mädchen vorgenommen und dienten nicht nur der religiösen Identifikation, sondern hatten auch eine schützende Funktion. Tätowierte christliche Frauen galten im osmanischen Kontext häufig als sozial „gekennzeichnet“ und wurden daher seltener als Konvertitinnen oder für den Harem in Betracht gezogen. In diesem Zusammenhang kann das Bocanje als eine Form stillen Widerstands interpretiert werden, die dem Schutz vor Zwangskonversionen und der Bewahrung kultureller und religiöser Identität diente.

## Geschichte
Die Tradition geht auf die Illyrer zurück, die Bosnien und die Herzegowina bis zur Landnahme der Slawen auf dem Balkan ab dem 7. Jahrhundert bewohnten. Der griechische Geschichtsschreiber und Geograph Strabon (um 63 v. Chr.–nach 23 n. Chr.) bemerkte beiläufig, dass bei den Illyrern Tätowierungen üblich gewesen seien, was durch die Entdeckung von Tätowiernadeln in illyrischen Grabhügeln in Bosnien bestätigt wurde. Dagegen war das Tätowieren bei den Slawen zu keiner Zeit und an keinem Ort Brauch.
Nach der Eroberung Bosniens durch die Osmanen im Jahr 1463 sollte mit den Tätowierungen einer Konversion zum Islam und dem Missbrauch der Frauen vorgebeugt werden, beziehungsweise deren Identität im Falle einer Zwangskonversion bewahrt bleiben. Auch Kindern wurden vor ihrem zehnten Lebensjahr entsprechende Tätowierungen gestochen, um Verschleppungen in die Türkei (Knabenlese) zu verhindern. Dabei wurden dem Kind in der Regel auch die Initialen seines Namens tätowiert.

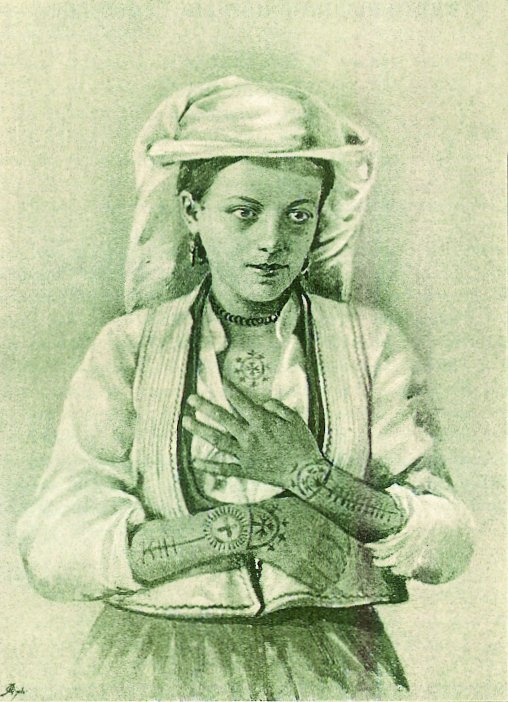
Junge Kroatin aus Zentralbosnien mit typischen Tätowierungen

In den 1920er-Jahren untersuchte die englische Balkanreisende Edith Durham (1863–1944) detaillierte diesen Brauch. Sie kopierte viele der einfachen geometrischen Muster aus Kreisen, Kreuzen und Halbmonden und berichtete 

„Frauen sind viel kunstvoller tätowiert als Männer. Ihre Ober- und Unterarme sind oft von Zeichnungen bedeckt […] Die freundlich gesinnten sagten, sie seien tätowiert ‚weil das bei uns so Brauch ist‘, ‚weil wir katholisch sind‘, ‚weil es hübsch ist‘, und sie meinten, meine Hände würden tätowiert auch schöner aussehen.“

Mit der geringeren Bedeutung der Religion im späteren sozialistischen Jugoslawien verlor auch die Tradition der Tätowierungen an Bedeutung.
Gegenwärtig sind die traditionellen Motive bei kroatischen Tätowierern wie Tätowierten wieder in Mode und werden auch auf Kleidung verwendet.

## Sonstiges
Die Hrvatska pošta Mostar gab am 20. März 2004 eine Briefmarke mit dem Titel „Tradicijska tatuaža hrvatskih žena u BiH“ (Traditionelle Tätowierung kroatischer Frauen in BuH) mit einem Nominalwert von 0,50 Konvertiblen Mark heraus. Die Marke zeigt mit den typischen Motiven tätowierte Hände.

## Motive
Die Motive der blauen Tätowierungen bestanden vor allem aus christlichen Symbolen und Stećak-Ornamenten, die meist das Kreuz als zentrales Motiv darstellten.